# Endurocross

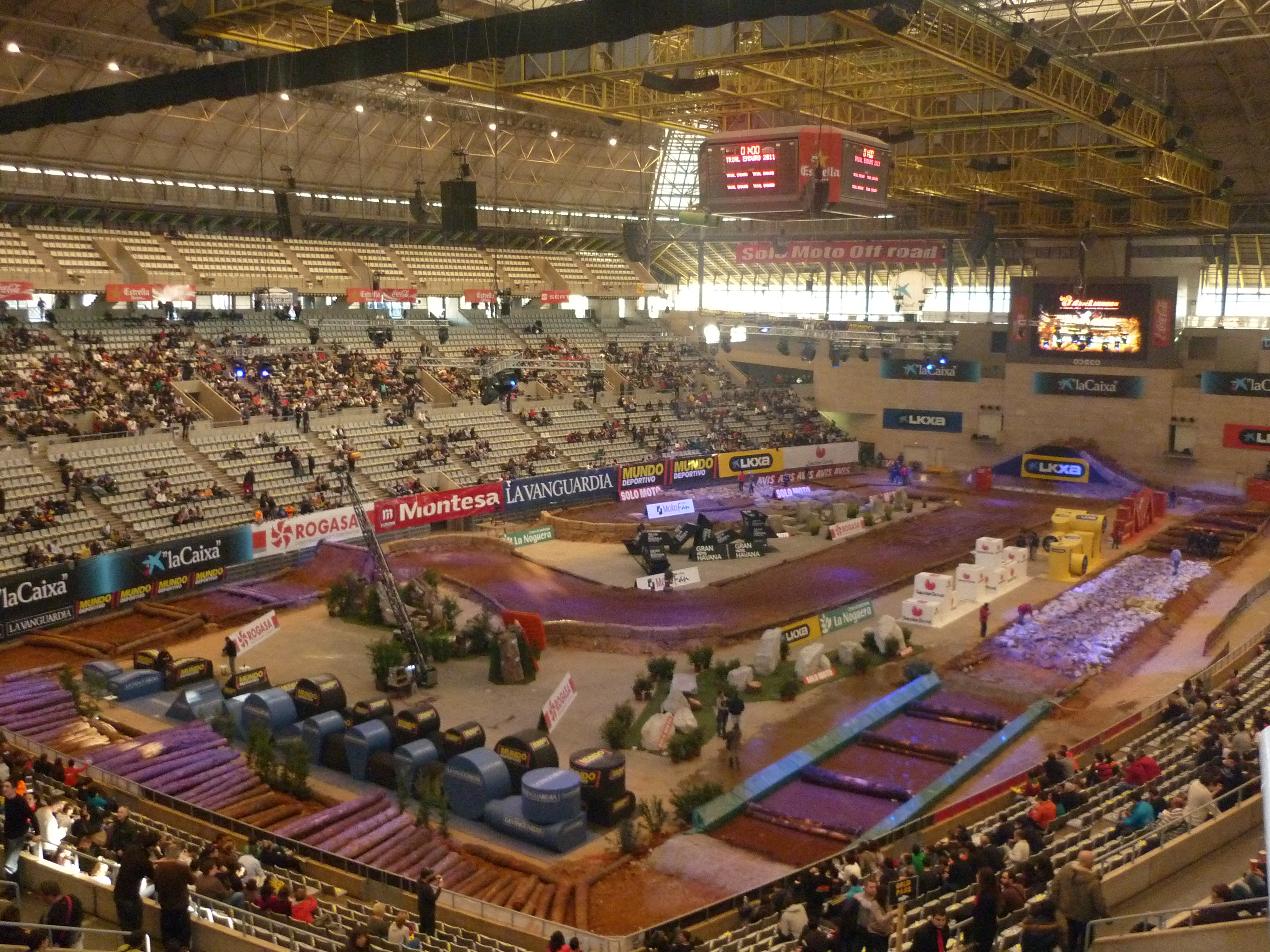
Circuito del Enduro Indoor de Barcelona de 2011.

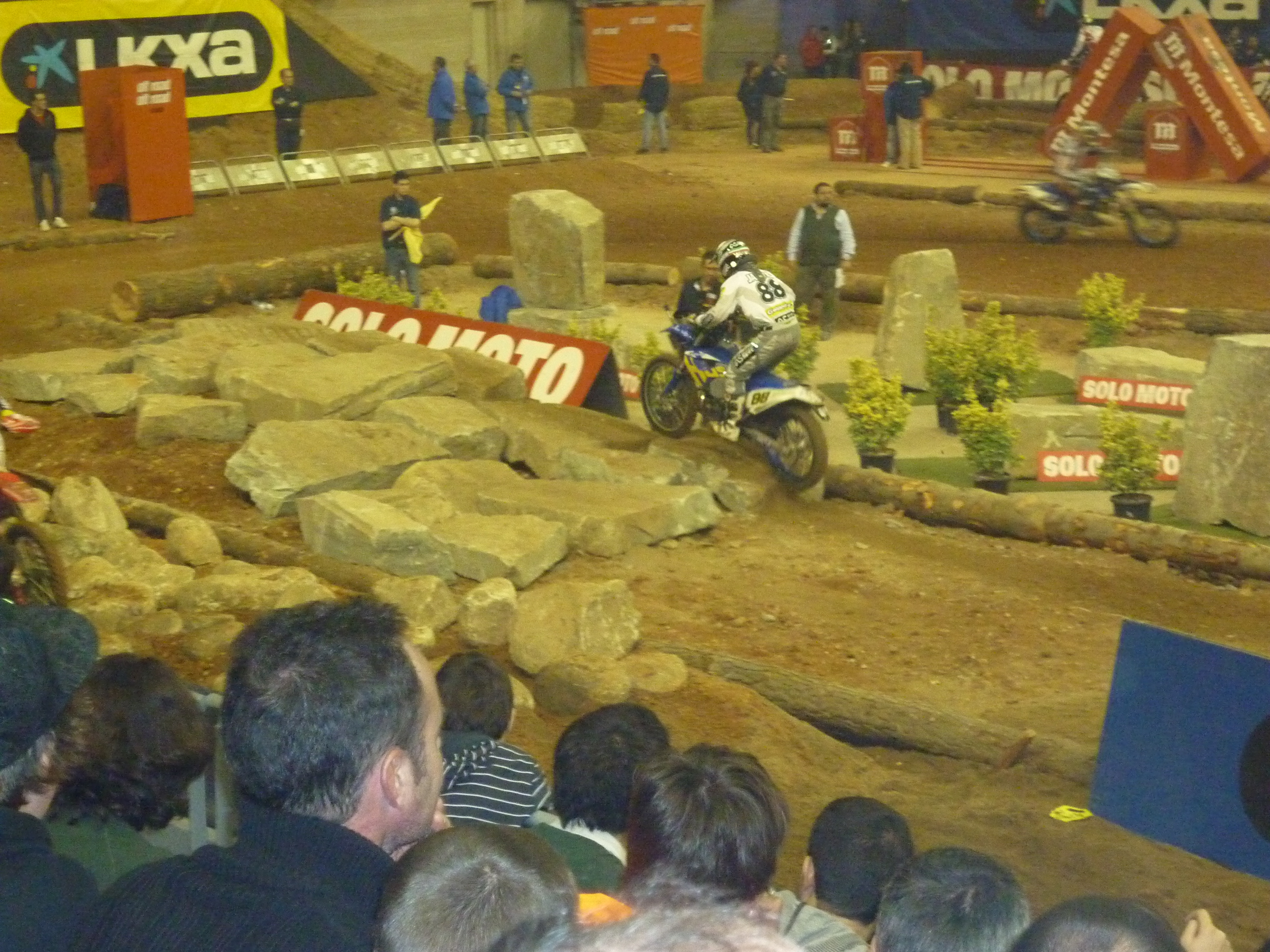
Graham Jarvis en el Enduro Indoor de Barcelona de 2011.

El endurocross, enduro indoor, enduro X o EX es una modalidad de motociclismo surgida de la fusión del enduro y el supercross. Se disputa en circuitos de tierra ubicados en recintos cerrados tales como canchas de baloncesto y hockey. En el recorrido se instalan obstáculos tales como arena, barro, vados, piedras, bloques de roca, troncos de árbol y ruedas de tractor. Los competidores deben completar la cantidad de vueltas estipulada al circuito en el menor tiempo posible. Se pueden usar motocicletas de enduro, motocross o trial, según el reglamento de su categoría.
Al igual que el enduro, el endurocross requiere una buena técnica para superar los obstáculos con velocidad sin atrancarse ni caer de la motocicleta. Las tribunas cercanas a la pista y la compacidad del trazado permiten que los espectadores puedan observar la totalidad de la competición desde sus butacas, lo que no ocurre en los recorridos naturales del enduro.
La disciplina se originó en España en el año 2000 con el Enduro Indoor de Barcelona, disputado en el Palau Sant Jordi de Barcelona, bajo la organización de RPM Racing, como complemento al Trial Indoor de Barcelona. A lo largo de la década de 2000, el endurocross se expandió a otras ciudades europeas. En el año 2008, la Federación Internacional de Motociclismo decidió fundar el Campeonato Mundial de Enduro Indoor y encargó su organización a RPM; el torneo se disputa en Europa pese a su nombre.
El empresario Eric Peronnard, responsable del Supercross Paris-Bercy y el Abierto de Estados Unidos de Motocross, adoptó la idea y organizó el EnduroCross en la Orleans Arena en Las Vegas, Estados Unidos en noviembre de 2004, con pilotos de primer nivel de motocross, enduro y trial. La competición se volvió a disputar en Las Vegas en 2005 y 2006. En 2007, Peronnard se alió con la American Motorcyclist Association y fundó el Campeonato de la AMA de EnduroCross con tres fechas en Estados Unidos: Denver, Oklahoma y Las Vegas.
Desde 2008 hasta 2010, cada temporada del AMA EnduroCross ha tenido seis fechas, con fechas en varios rincones de Estados Unidos, entre ellas una en el Indiana State Fair Coliseum de Indianápolis como antesala del Gran Premio de Indianápolis de Motociclismo. En 2011 se añadió una séptima fecha en el Staples Center de Los Ángeles en el marco de los X Games, con ramas masculina y femenina, en sustitución del supercross.
A partir de 2013, los cuatro X Games de verano cuentan con un evento de endurocross, también organizado por Peronnard. Por su parte, AMA EnduroCross tiene siete fechas independientes.